# Religia w województwie opolskim
Religia w województwie opolskim – artykuł zawiera listę kościołów i związków wyznaniowych działających na terenie województwa opolskiego.

## Katolicyzm

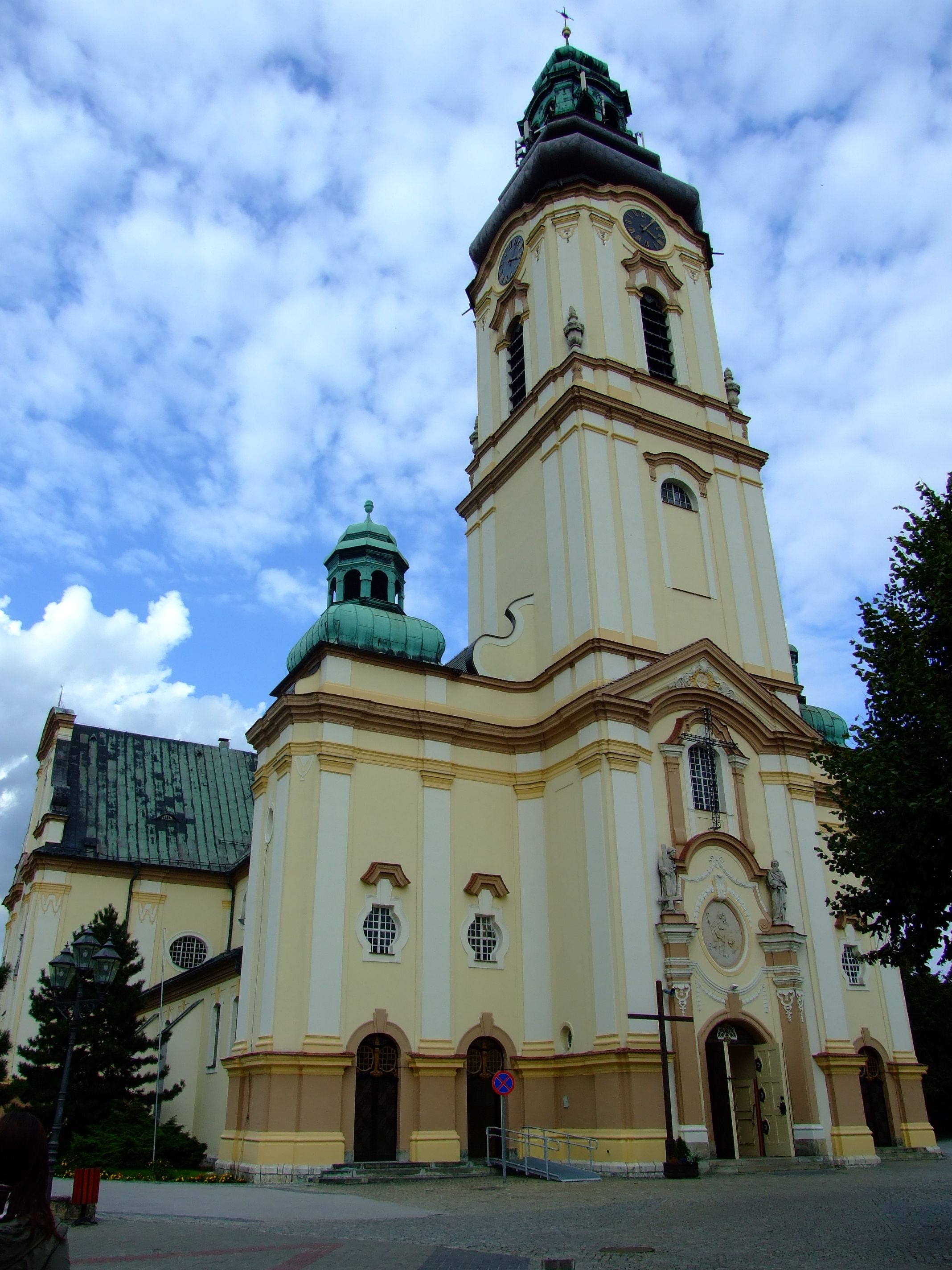
Kościół św. Wawrzyńca w Strzelcach Opolskich

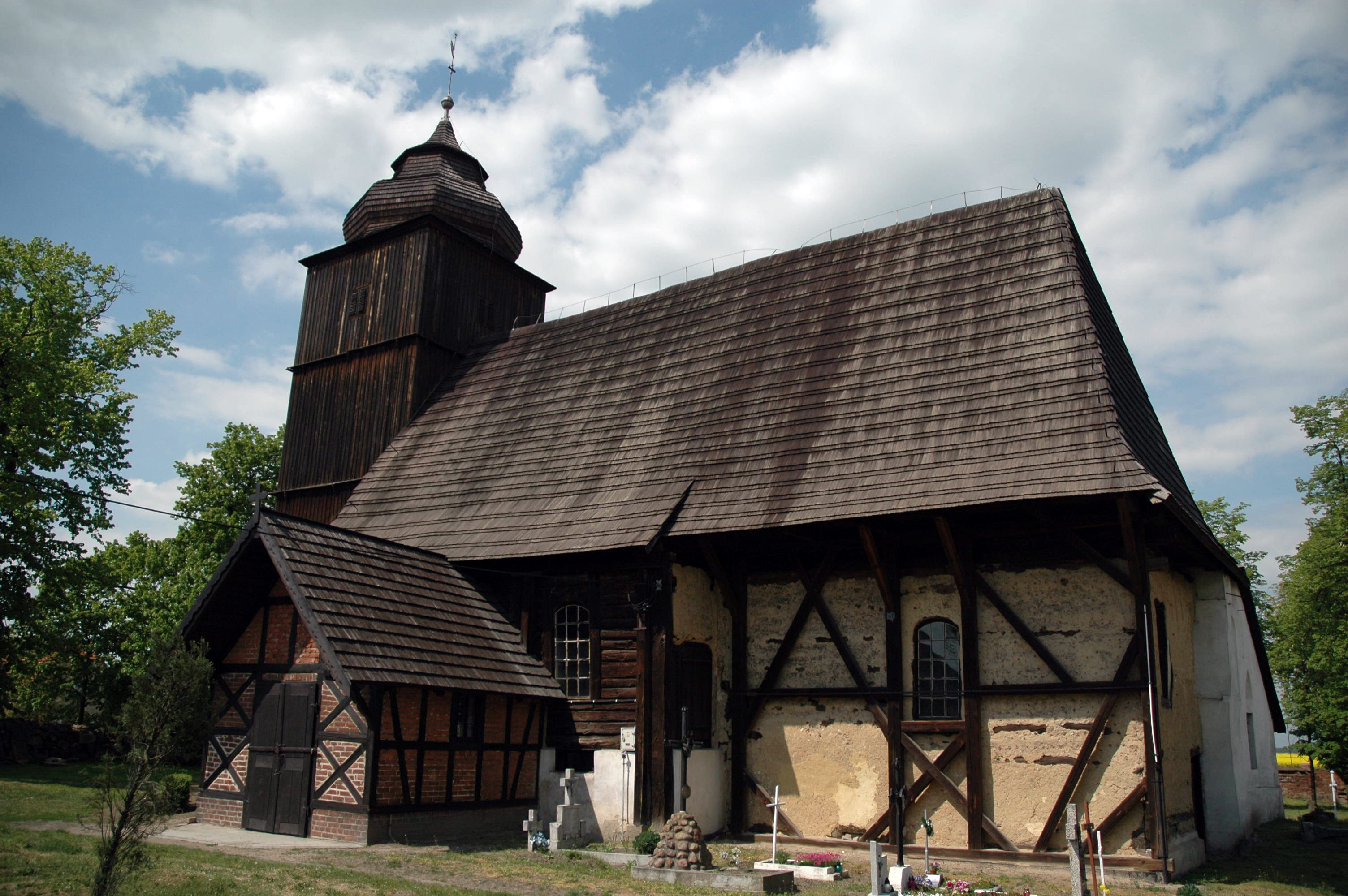
Kościół polskokatolicki Świętych Piotra i Pawła w Obórkach

### Kościół rzymskokatolicki
Obrządek łaciński
- Metropolia częstochowska (część)
  - Archidiecezja częstochowska (część)
    - Region wieluński (część) – dekanaty: Krzepice (część); Mokrsko (część); Praszka
- Metropolia katowicka (część)
  - Diecezja gliwicka (część) – dekanat: Kuźnia Raciborska (część)
  - Diecezja opolska (część) – dekanaty: Biała; Branice; Dobrodzień (część); Głogówek; Głubczyce; Głuchołazy; Gorzów Śląski; Gościęcin; Grodków; Kamień Śląski; Kędzierzyn; Kietrz; Kluczbork; Koźle; Krapkowice; Leśnica; Łany (część); Niemodlin; Nysa; Olesno (część); Opole; Opole-Szczepanowice; Otmuchów; Ozimek; Paczków; Prószków; Prudnik; Siołkowice; Skoroszyce; Strzelce Opolskie; Ujazd Śląski (część); Zagwiździe; Zawadzkie (część)
- Metropolia poznańska (część)
  - Diecezja kaliska (część) – dekanaty: Trzcinica (część); Wołczyn
- Metropolia wrocławska (część):
  - Archidiecezja wrocławska (część) – dekanaty: Brzeg (południe); Brzeg (północ); Namysłów (wschód); Namysłów (zachód); Oleśnica Śląska (wschód) (część)

Obrządek bizantyjsko-ukraiński
- Eparchia wrocławsko-gdańska
  - Dekanat wrocławski (część) – parafia: Opole[1]

### Kościół Polskokatolicki
- Diecezja wrocławska
  - Dekanat dolnośląski (część) – parafia: Obórki[2]

## Prawosławie

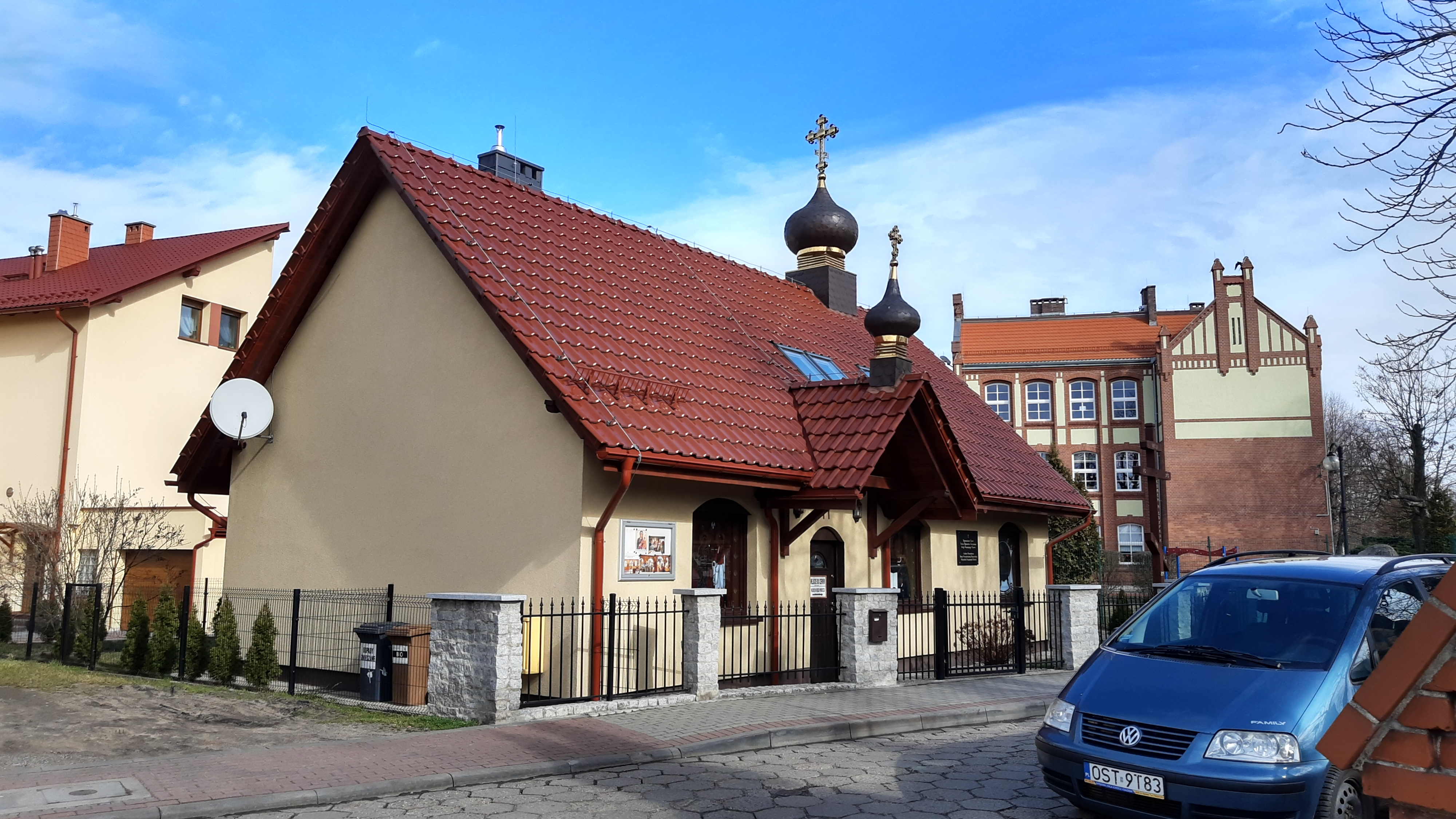
Cerkiew prawosławna Ikony Matki Bożej „Wszystkich Strapionych Radości” w Kędzierzynie-Koźlu

### Polski Autokefaliczny Kościół Prawosławny
- Diecezja wrocławsko-szczecińska
  - Dekanat Wrocław (część) – parafia: Kędzierzyn-Koźle[3] (punkt duszpasterski – Opole)[4]

## Kościoły protestanckie

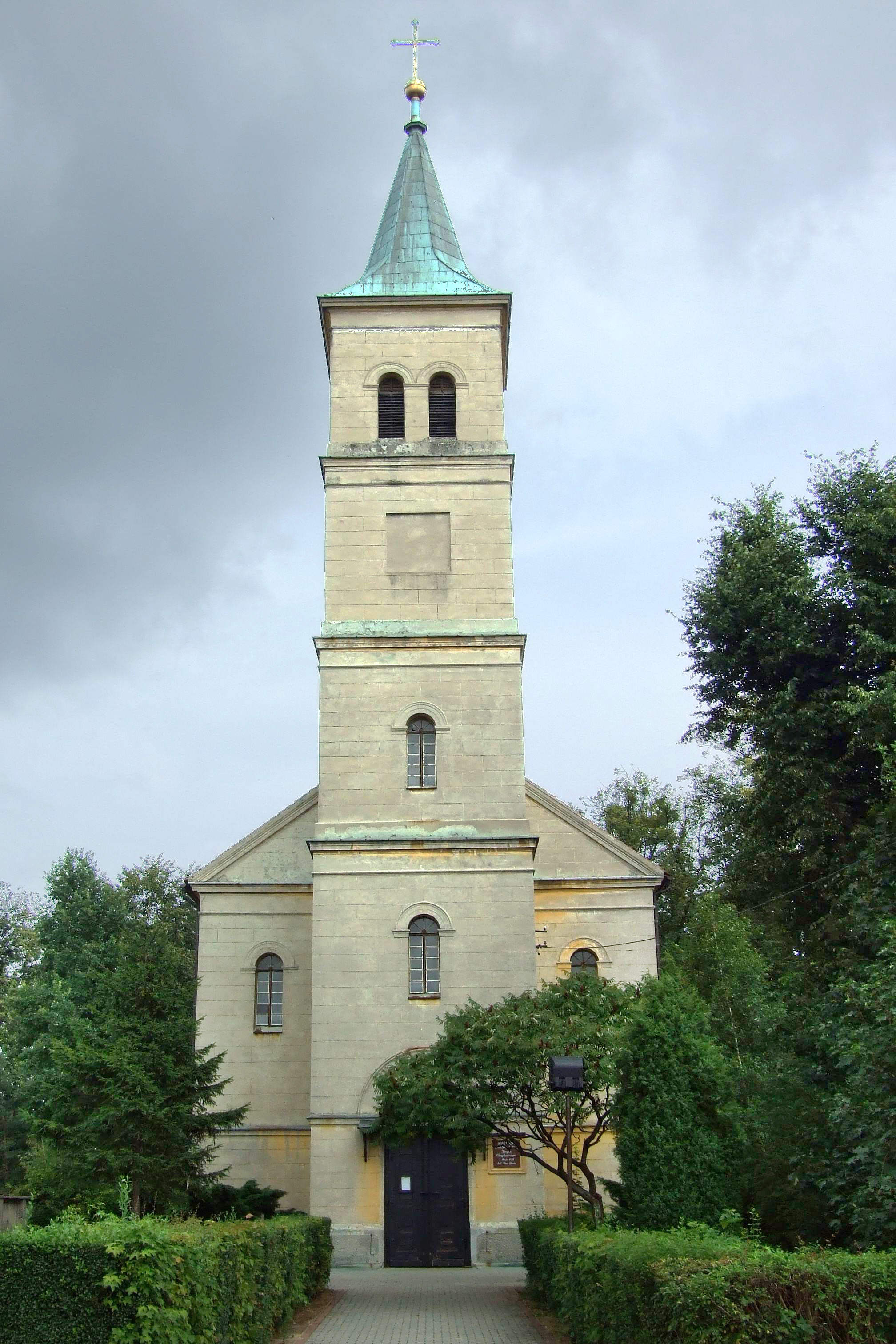
Kościół ewangelicko-augsburski Krzyża Chrystusowego w Oleśnie

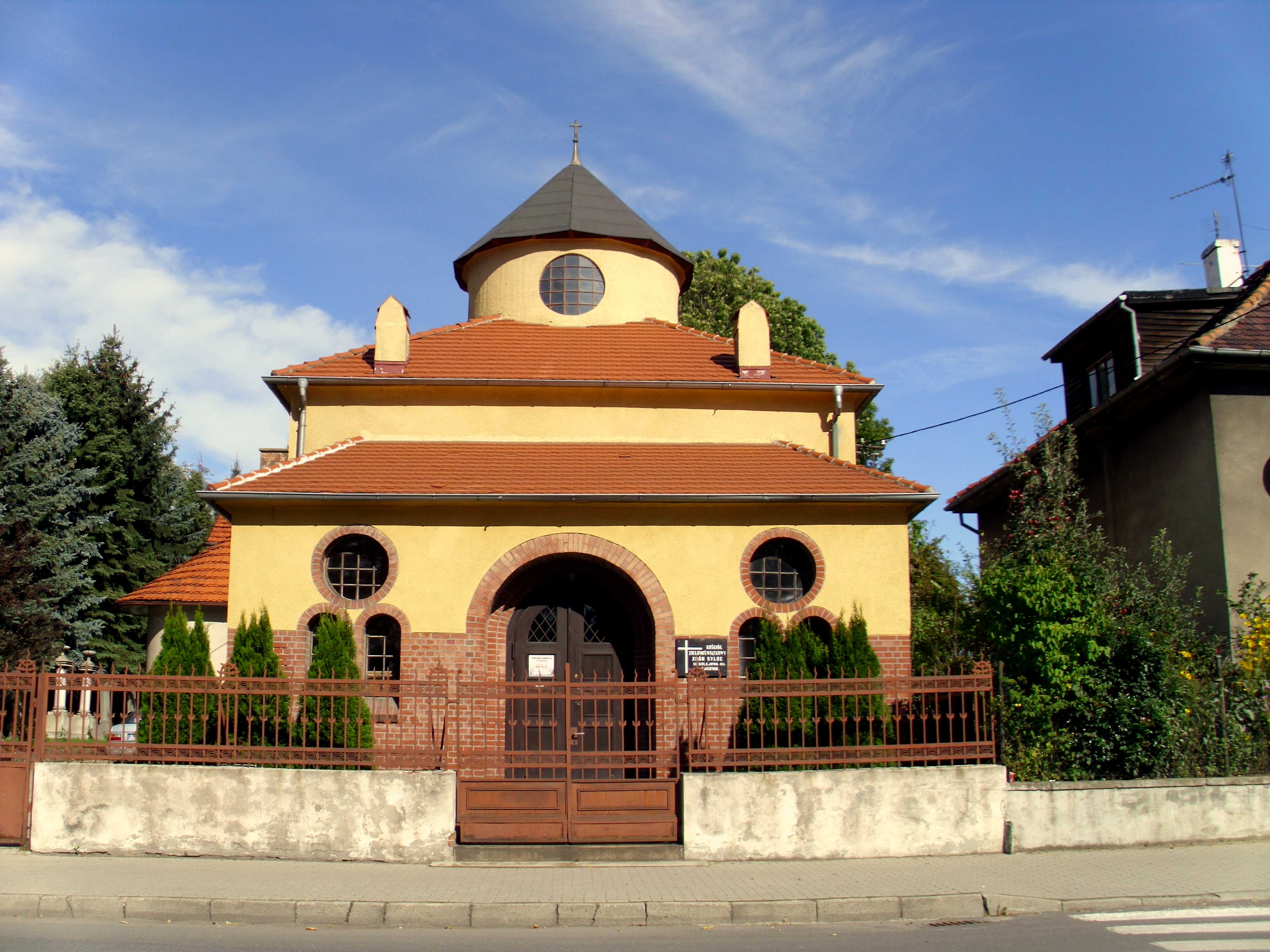
Zbór zielonoświątkowców w Prudniku

### Luteranizm
- Kościół Ewangelicko-Augsburski
  - Diecezja katowicka (część)
    - Parafie: Brzeg; Kluczbork (filiały – Bąków, Gorzów Śląski, Maciejów, Nasale); Lasowice Wielkie (filiały – Kolonowskie-Fosowskie, Lasowice Małe, Olesno, Zawadzkie); Lubienia; Opole (filiały – Gogolin, Osiny, Ozimek, Prószków); Pokój; Ściborzyce Wielkie; Wołczyn (filiały – Byczyna, Gierałcice, Paruszowice)
    - Filiał: Kędzierzyn-Koźle (parafii w Zabrzu)

### Baptyzm
- Kościół Chrześcijan Baptystów
  - Okręg Śląski (część) – zbory: Kędzierzyn-Koźle; Opole[5]

### Ewangeliczni Chrześcijanie
- Kościół Ewangelicznych Chrześcijan w RP
  - Okręg Południowy (część) - zbór: Opole
- Kościół Chrystusowy w Polsce – zbór: Opole

### Ruch Zielonoświątkowy
- Kościół Zielonoświątkowy
  - Okręg zachodni (część) – zbory: Brzeg; Głubczyce; Kędzierzyn-Koźle; Kietrz; Namysłów; Nysa; Olesno; Opole; Prudnik; Wołczyn; Wierzbica Dolna; Zdzieszowice[6]
- Chrześcijańska Wspólnota Zielonoświątkowa – zbór: Kędzierzyn-Koźle
- Kościół Boży w Chrystusie - zbór: Krapkowice

### Adwentyzm
- Kościół Adwentystów Dnia Siódmego – zbory: Kędzierzyn-Koźle; Nysa; Opole

## Restoracjonizm

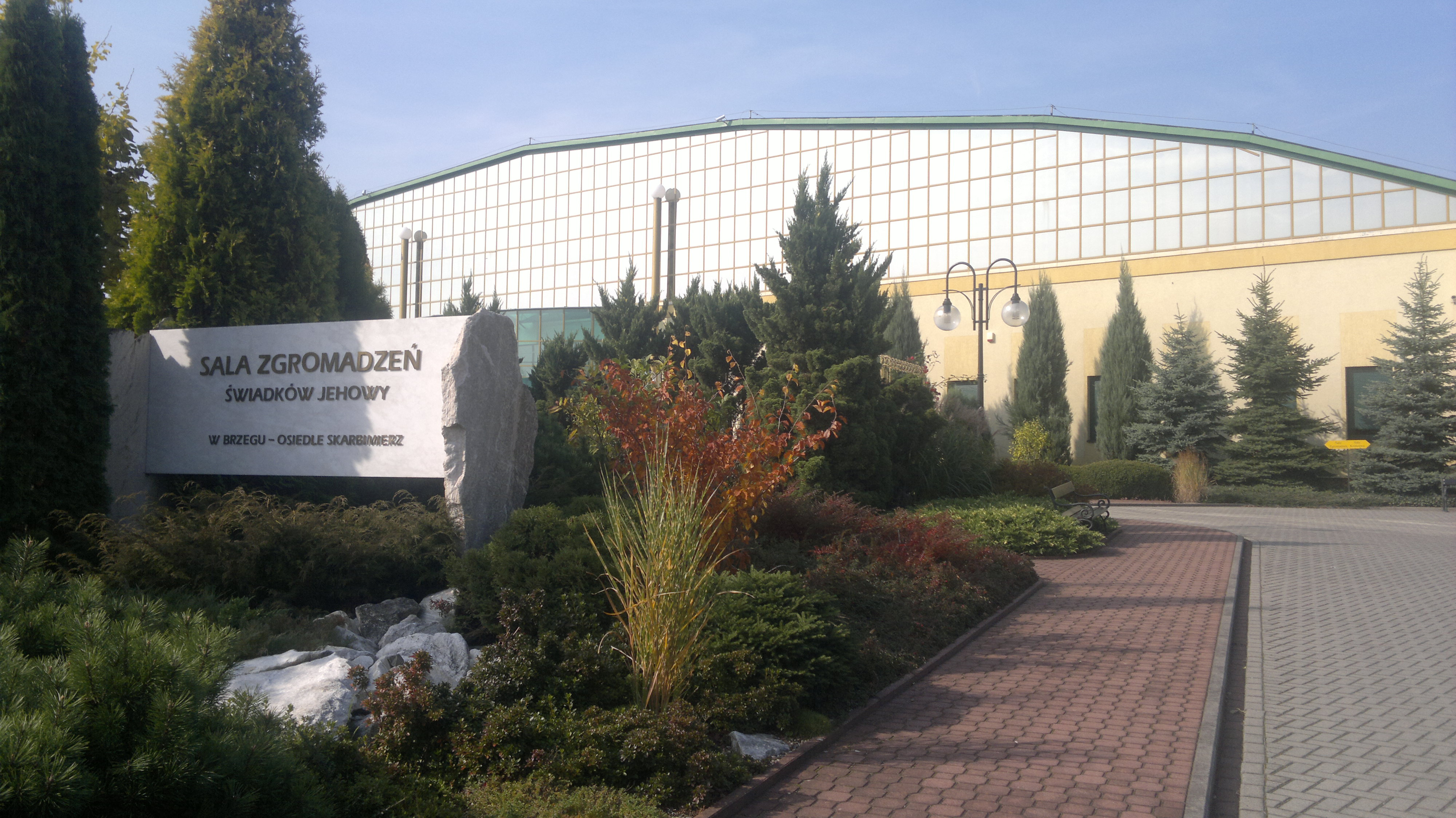
Sala Zgromadzeń w Skarbimierzu pod Brzegiem na 1100 osób

- Świadkowie Jehowy

3749 głosicieli w 31 zborach (w tym zboru rosyjskojęzycznego i ukraińskojęzycznego) i dwóch grup języka migowego).
- Zbory: Opole (6), Brzeg (2), Głubczyce, Głuchołazy, Grodków, Kędzierzyn-Koźle (2), Krapkowice (2), Lewin Brzeski, Namysłów, Niemodlin, Nysa (3), Ozimek, Praszka, Prudnik, Skarbimierz, Strzelce Opolskie, Wołczyn-Dąbrówka, Zawadzkie-Dobrodzień, Zdzieszowice.

- Świecki Ruch Misyjny „Epifania” – zbory: Głuchołazy; Kędzierzyn-Koźle
- Zrzeszenie Wolnych Badaczy Pisma Świętego – zbór: Kędzierzyn-Koźle

## Buddyzm
- Opolski Ośrodek Zen: Opole
- Buddyjski Związek Diamentowej Drogi Linii Karma Kagyu – ośrodki: Opole; Kędzierzyn-Koźle; Nysa

## Inne
- Stolica Boża i Barankowa: Nysa
- Unitarianie: Nysa[8]
- Raelianie: Prudnik[9]